# Hilderic (comte de Nimes)
Hilderic fou un magnat visigot, comte de Nimes, que es va revoltar contra Vamba el 673 amb el suport del bisbe de Magalona, Gumild, l'abat Ranimir, i altres nobles gots. El bisbe de Nimes, Aregius, no va secundar la rebel·lió i fou deposat per Hilderic, que el va enviar encadenat al Regne dels Francs, col·locant en el seu lloc a Ranimir, que va ser consagrat per dos bisbes del Regne Franc (la consagració d'un bisbe exigia, legalment almenys, la presència de tres Bisbes de la mateixa província segons el cànon dinou de l'IV Concili toledà).
Al revoltar-se poc després el general Paulus, Hilderic el va reconèixer com a rei.
Nimes fou ocupada pel rei Vamba al final de la campanya i als rebels se'ls van confiscar els béns.